# شيركش العليا (نجف أباد)
شيركش العليا (بالفارسية: شیرکش علیا) هي قرية تقع في إيران في Najafabad Rural District. يقدر عدد سكانها بـ 156 نسمة بحسب إحصاء 2016.